# Martín Demichelis
Martín Gastón Demichelis (Justiniano Posse, 20 dicembre 1980) è un allenatore di calcio ed ex calciatore argentino, di ruolo difensore.

## Biografia
Soprannominato Micho, possiede anche il passaporto italiano per via delle sue origini piemontesi.
Nel luglio 2015 si è sposato con Evangelina Anderson. Da lei ha avuto due figlie (Emma e Lola) e un figlio (Bastian).

## Caratteristiche
Era un difensore roccioso, adattabile all'occorrenza a vertice basso di centrocampo; tra le sue caratteristiche spiccavano, oltre allo stacco aereo, il senso della posizione e la puntualità negli anticipi.

## Carriera

### Giocatore

#### Club
Demichelis è salito alla ribalta internazionale giocando negli argentini del River Plate dal 2000 al 2003.
Il 15 luglio 2003 è stato acquistato dai tedeschi del Bayern Monaco: la sua prima stagione in Baviera è stata negativa a causa di una lunga serie di infortuni, ma con l'arrivo di Felix Magath in panchina ha trovato spazio come titolare.
Il 3 gennaio 2011 è stato acquistato dagli spagnoli del Málaga; qui ha ritrovato Manuel Pellegrini, suo allenatore al River Plate.
L'11 luglio 2013, dopo essersi svincolato dal Malaga, ha firmato un contratto annuale con l'Atlético Madrid.
Il 1º settembre 2013, senza essere mai sceso in campo con i Colchoneros, è stato acquistato dagli inglesi del Manchester City, ritrovando nuovamente Pellegrini.
L'11 agosto 2016 è passato all'Espanyol, firmando un contratto annuale, ma dopo soli sei mesi ha fatto ritorno al Malaga. Il 1º luglio 2017 ha annunciato il suo ritiro dal calcio giocato.

#### Nazionale
Il 5 giugno 2005 viene incluso dal CT José Pekerman nella lista dei 23 convocati che prenderanno parte alla Confederations Cup 2005. Nel corso della manifestazione non ha però modo di scendere in campo. Esordisce con l'Albiceleste il 12 novembre 2005 in Argentina-Inghilterra (2-3). Mette a segno la sua prima rete in nazionale l'11 novembre 2007 contro l'Australia.
Con l'arrivo di Diego Armando Maradona sulla panchina argentina, il giocatore diventa un cardine della retroguardia Albiceleste. Prende parte ai Mondiali 2010, giocando titolare al fianco di Walter Samuel. Il 22 giugno va a segno nel 2-0 contro la Grecia.
Prende parte - a sorpresa, per sua stessa ammissione - al Mondiale 2014, disputato in Brasile. Partito inizialmente come riserva, nel corso della manifestazione (a partire dai quarti di finale contro il Belgio) riesce a imporsi come titolare. La spedizione albiceleste si conclude con la sconfitta in finale contro la Germania.
Viene convocato per la Copa América 2015, disputata in Cile, manifestazione in cui l'Argentina viene eliminata in finale dai padroni di casa ai calci di rigore.

### Allenatore

#### Gli inizi
Nel 2021 viene annunciato come nuovo allenatore del Bayern Monaco II, nel quale è stato affiancato dall'ex centrocampista Danny Schwarz.
Nel 2022 consegue a Coverciano la licenza UEFA Pro, il massimo livello formativo per un allenatore.

#### River Plate
Nel 2023 diventa il nuovo allenatore del River Plate, facendo ritorno nel club dove ha debuttato come calciatore professionista. Alla prima stagione vince campionato e Supercoppa.
Il 27 luglio 2024, di comune accordo con il club argentino, decide di lasciare il proprio incarico, con i Millionarios settimi in classifica dopo otto giornate.

#### Monterrey
Il 12 agosto 2024, il club messicano del Monterrey, ingaggia Demichelis come nuovo allenatore. L'11 maggio 2025, Demichelis è stato sollevato dall'incarico, dopo l'eliminazione dei quarti di finale del Torneo Clausura MX contro il Toluca.

## Statistiche

### Presenze e reti nei club
| Stagione               | Squadra                | Campionato             | Campionato | Campionato | Coppe nazionali | Coppe nazionali | Coppe nazionali | Coppe continentali | Coppe continentali | Coppe continentali | Altre coppe | Altre coppe | Altre coppe | Totale | Totale |
| Stagione               | Squadra                | Comp                   | Pres       | Reti       | Comp            | Pres            | Reti            | Comp               | Pres               | Reti               | Comp        | Pres        | Reti        | Pres   | Reti   |
| ---------------------- | ---------------------- | ---------------------- | ---------- | ---------- | --------------- | --------------- | --------------- | ------------------ | ------------------ | ------------------ | ----------- | ----------- | ----------- | ------ | ------ |
| 2000-2001              | River Plate            | PD                     | 1          | 0          | -               | -               | -               | CL+CS              | 0+0                | 0+0                | -           | -           | -           | 1      | 0      |
| 2001-2002              | River Plate            | PD                     | 16         | 0          | -               | -               | -               | CL+CS              | 6+2                | 1+0                | -           | -           | -           | 24     | 1      |
| 2002-2003              | River Plate            | PD                     | 35         | 1          | -               | -               | -               | CL+CS              | 9+0                | 1+0                | -           | -           | -           | 44     | 2      |
| Totale River Plate     | Totale River Plate     | Totale River Plate     | 52         | 1          |                 | -               | -               |                    | 17                 | 2                  |             | -           | -           | 69     | 3      |
| 2003-2004              | Bayern Monaco          | BL                     | 14         | 2          | CG              | 2               | 0               | UCL                | 5                  | 0                  | CdL         | 0           | 0           | 21     | 2      |
| 2004-2005              | Bayern Monaco          | BL                     | 23         | 0          | CG              | 5               | 0               | UCL                | 5                  | 0                  | CdL         | 2           | 0           | 35     | 0      |
| 2005-2006              | Bayern Monaco          | BL                     | 27         | 1          | CG              | 4               | 0               | UCL                | 8                  | 2                  | CdL         | 1           | 0           | 40     | 3      |
| 2006-2007              | Bayern Monaco          | BL                     | 26         | 3          | CG              | 2               | 0               | UCL                | 6                  | 0                  | CdL         | 1           | 0           | 35     | 3      |
| 2007-2008              | Bayern Monaco          | BL                     | 28         | 1          | CG              | 4               | 0               | CU                 | 10                 | 0                  | CdL         | 2           | 0           | 44     | 1      |
| 2008-2009              | Bayern Monaco          | BL                     | 29         | 4          | CG              | 3               | 0               | UCL                | 8                  | 0                  | -           | -           | -           | 40     | 4      |
| 2009-2010              | Bayern Monaco          | BL                     | 21         | 1          | CG              | 4               | 0               | UCL                | 9                  | 0                  | -           | -           | -           | 34     | 1      |
| 2010-gen. 2011         | Bayern Monaco          | BL                     | 6          | 1          | CG              | 1               | 0               | UCL                | 2                  | 0                  | SG          | 1           | 0           | 10     | 1      |
| Totale Bayern Monaco   | Totale Bayern Monaco   | Totale Bayern Monaco   | 174        | 13         |                 | 25              | 0               |                    | 53                 | 2                  |             | 7           | 0           | 259    | 15     |
| gen.-giu. 2011         | Málaga                 | PD                     | 18         | 1          | CR              | 1               | 0               | -                  | -                  | -                  | -           | -           | -           | 19     | 1      |
| 2011-2012              | Málaga                 | PD                     | 35         | 3          | CR              | 4               | 1               | -                  | -                  | -                  | -           | -           | -           | 39     | 4      |
| 2012-2013              | Málaga                 | PD                     | 31         | 4          | CR              | 3               | 0               | UCL                | 11                 | 1                  | -           | -           | -           | 45     | 5      |
| lug.-ago. 2013         | Atlético Madrid        | PD                     | 0          | 0          | CR              | 0               | 0               | UCL                | 0                  | 0                  | SS          | 0           | 0           | 0      | 0      |
| 2013-2014              | Manchester City        | PL                     | 27         | 2          | FACup+CdL       | 2+2             | 0               | UCL                | 4                  | 0                  | -           | -           | -           | 35     | 2      |
| 2014-2015              | Manchester City        | PL                     | 31         | 1          | FACup+CdL       | 0+2             | 0               | UCL                | 7                  | 0                  | CS          | 0           | 0           | 40     | 1      |
| 2015-2016              | Manchester City        | PL                     | 20         | 0          | FACup+CdL       | 2+5             | 0               | UCL                | 4                  | 1                  | -           | -           | -           | 32     | 1      |
| Totale Manchester City | Totale Manchester City | Totale Manchester City | 78         | 3          |                 | 13              | 0               |                    | 15                 | 1                  |             | -           | -           | 106    | 4      |
| 2016-gen. 2017         | Espanyol               | PD                     | 2          | 0          | CR              | 0               | 0               | -                  | -                  | -                  | -           | -           | -           | 2      | 0      |
| gen.-giu. 2017         | Málaga                 | PD                     | 9          | 0          | CR              | 0               | 0               | -                  | -                  | -                  | -           | -           | -           | 9      | 0      |
| Totale Malaga          | Totale Malaga          | Totale Malaga          | 93         | 8          |                 | 8               | 1               |                    | 11                 | 1                  |             | -           | -           | 112    | 10     |
| Totale carriera        | Totale carriera        | Totale carriera        | 399        | 25         |                 | 46              | 1               |                    | 96                 | 6                  |             | 7           | 0           | 548    | 32     |

### Presenze e reti in nazionale
| Cronologia completa delle presenze e delle reti in nazionale ― Argentina | Cronologia completa delle presenze e delle reti in nazionale ― Argentina | Cronologia completa delle presenze e delle reti in nazionale ― Argentina | Cronologia completa delle presenze e delle reti in nazionale ― Argentina | Cronologia completa delle presenze e delle reti in nazionale ― Argentina | Cronologia completa delle presenze e delle reti in nazionale ― Argentina | Cronologia completa delle presenze e delle reti in nazionale ― Argentina | Cronologia completa delle presenze e delle reti in nazionale ― Argentina |
| Data                                                                     | Città                                                                    | In casa                                                                  | Risultato                                                                | Ospiti                                                                   | Competizione                                                             | Reti                                                                     | Note                                                                     |
| ------------------------------------------------------------------------ | ------------------------------------------------------------------------ | ------------------------------------------------------------------------ | ------------------------------------------------------------------------ | ------------------------------------------------------------------------ | ------------------------------------------------------------------------ | ------------------------------------------------------------------------ | ------------------------------------------------------------------------ |
| 12-11-2005                                                               | Ginevra                                                                  | Argentina                                                                | 2 – 3                                                                    | Inghilterra                                                              | Amichevole                                                               | -                                                                        |                                                                          |
| 16-11-2005                                                               | Doha                                                                     | Qatar                                                                    | 0 – 3                                                                    | Argentina                                                                | Amichevole                                                               | -                                                                        | 46’                                                                      |
| 1-3-2006                                                                 | Basilea                                                                  | Croazia                                                                  | 3 – 2                                                                    | Argentina                                                                | Amichevole                                                               | -                                                                        |                                                                          |
| 11-9-2007                                                                | Melbourne                                                                | Australia                                                                | 0 – 1                                                                    | Argentina                                                                | Amichevole                                                               | 1                                                                        |                                                                          |
| 13-10-2007                                                               | Buenos Aires                                                             | Argentina                                                                | 2 – 0                                                                    | Cile                                                                     | Qual. Mondiali 2010                                                      | -                                                                        |                                                                          |
| 16-10-2007                                                               | Maracaibo                                                                | Venezuela                                                                | 0 – 2                                                                    | Argentina                                                                | Qual. Mondiali 2010                                                      | -                                                                        |                                                                          |
| 17-11-2007                                                               | Buenos Aires                                                             | Argentina                                                                | 3 – 0                                                                    | Bolivia                                                                  | Qual. Mondiali 2010                                                      | -                                                                        |                                                                          |
| 21-11-2007                                                               | Bogotà                                                                   | Colombia                                                                 | 2 – 1                                                                    | Argentina                                                                | Qual. Mondiali 2010                                                      | -                                                                        | 80’                                                                      |
| 26-3-2008                                                                | Il Cairo                                                                 | Egitto                                                                   | 0 – 2                                                                    | Argentina                                                                | Amichevole                                                               | -                                                                        | 83’                                                                      |
| 5-6-2008                                                                 | San Diego                                                                | Messico                                                                  | 1 – 4                                                                    | Argentina                                                                | Amichevole                                                               | -                                                                        |                                                                          |
| 8-6-2008                                                                 | New York                                                                 | Stati Uniti                                                              | 0 – 0                                                                    | Argentina                                                                | Amichevole                                                               | -                                                                        | 46’                                                                      |
| 15-6-2008                                                                | Buenos Aires                                                             | Argentina                                                                | 1 – 1                                                                    | Ecuador                                                                  | Qual. Mondiali 2010                                                      | -                                                                        | 67’                                                                      |
| 6-9-2008                                                                 | Buenos Aires                                                             | Argentina                                                                | 1 – 1                                                                    | Paraguay                                                                 | Qual. Mondiali 2010                                                      | -                                                                        |                                                                          |
| 10-9-2008                                                                | Lima                                                                     | Perù                                                                     | 1 – 1                                                                    | Argentina                                                                | Qual. Mondiali 2010                                                      | -                                                                        | 34’                                                                      |
| 11-10-2008                                                               | Buenos Aires                                                             | Argentina                                                                | 2 – 1                                                                    | Uruguay                                                                  | Qual. Mondiali 2010                                                      | -                                                                        |                                                                          |
| 16-10-2008                                                               | Santiago del Cile                                                        | Cile                                                                     | 1 – 0                                                                    | Argentina                                                                | Qual. Mondiali 2010                                                      | -                                                                        | 73’                                                                      |
| 19-11-2008                                                               | Glasgow                                                                  | Scozia                                                                   | 0 – 1                                                                    | Argentina                                                                | Amichevole                                                               | -                                                                        |                                                                          |
| 11-2-2009                                                                | Marsiglia                                                                | Francia                                                                  | 0 – 2                                                                    | Argentina                                                                | Amichevole                                                               | -                                                                        |                                                                          |
| 1-4-2009                                                                 | La Paz                                                                   | Bolivia                                                                  | 6 – 1                                                                    | Argentina                                                                | Qual. Mondiali 2010                                                      | -                                                                        |                                                                          |
| 6-6-2009                                                                 | Buenos Aires                                                             | Argentina                                                                | 1 – 0                                                                    | Colombia                                                                 | Qual. Mondiali 2010                                                      | -                                                                        | 61’                                                                      |
| 10-6-2009                                                                | Quito                                                                    | Ecuador                                                                  | 2 – 0                                                                    | Argentina                                                                | Qual. Mondiali 2010                                                      | -                                                                        |                                                                          |
| 11-10-2009                                                               | Buenos Aires                                                             | Argentina                                                                | 2 – 1                                                                    | Perù                                                                     | Qual. Mondiali 2010                                                      | -                                                                        | 67’                                                                      |
| 14-10-2009                                                               | Montevideo                                                               | Uruguay                                                                  | 0 – 1                                                                    | Argentina                                                                | Qual. Mondiali 2010                                                      | -                                                                        |                                                                          |
| 14-11-2009                                                               | Madrid                                                                   | Spagna                                                                   | 2 – 1                                                                    | Argentina                                                                | Amichevole                                                               | -                                                                        |                                                                          |
| 3-3-2010                                                                 | Monaco di Baviera                                                        | Germania                                                                 | 0 – 1                                                                    | Argentina                                                                | Amichevole                                                               | -                                                                        | 31’ 57’                                                                  |
| 12-6-2010                                                                | Johannesburg                                                             | Argentina                                                                | 1 – 0                                                                    | Nigeria                                                                  | Mondiali 2010 - 1º turno                                                 | -                                                                        |                                                                          |
| 17-6-2010                                                                | Johannesburg                                                             | Argentina                                                                | 4 – 1                                                                    | Corea del Sud                                                            | Mondiali 2010 - 1º turno                                                 | -                                                                        |                                                                          |
| 22-6-2010                                                                | Polokwane                                                                | Grecia                                                                   | 0 – 2                                                                    | Argentina                                                                | Mondiali 2010 - 1º turno                                                 | 1                                                                        |                                                                          |
| 27-6-2010                                                                | Johannesburg                                                             | Argentina                                                                | 3 – 1                                                                    | Messico                                                                  | Mondiali 2010 - Ottavi di finale                                         | -                                                                        |                                                                          |
| 3-7-2010                                                                 | Città del Capo                                                           | Argentina                                                                | 0 – 4                                                                    | Germania                                                                 | Mondiali 2010 - Quarti di finale                                         | -                                                                        |                                                                          |
| 11-8-2010                                                                | Dublino                                                                  | Irlanda                                                                  | 0 – 1                                                                    | Argentina                                                                | Amichevole                                                               | -                                                                        |                                                                          |
| 7-9-2010                                                                 | Buenos Aires                                                             | Argentina                                                                | 4 – 1                                                                    | Spagna                                                                   | Amichevole                                                               | -                                                                        |                                                                          |
| 8-10-2010                                                                | Tokyo                                                                    | Giappone                                                                 | 1 – 0                                                                    | Argentina                                                                | Amichevole                                                               | -                                                                        | 80’                                                                      |
| 2-9-2011                                                                 | Calcutta                                                                 | Argentina                                                                | 1 – 0                                                                    | Venezuela                                                                | Amichevole                                                               | -                                                                        |                                                                          |
| 6-9-2011                                                                 | Dacca                                                                    | Argentina                                                                | 3 – 1                                                                    | Nigeria                                                                  | Amichevole                                                               | -                                                                        |                                                                          |
| 11-10-2011                                                               | Puerto La Cruz                                                           | Venezuela                                                                | 1 – 0                                                                    | Argentina                                                                | Qual. Mondiali 2014                                                      | -                                                                        |                                                                          |
| 11-11-2011                                                               | Buenos Aires                                                             | Argentina                                                                | 1 – 1                                                                    | Bolivia                                                                  | Qual. Mondiali 2014                                                      | -                                                                        |                                                                          |
| 4-6-2014                                                                 | Buenos Aires                                                             | Argentina                                                                | 3 – 0                                                                    | Trinidad e Tobago                                                        | Amichevole                                                               | -                                                                        | 46’                                                                      |
| 5-7-2014                                                                 | Brasilia                                                                 | Argentina                                                                | 1 – 0                                                                    | Belgio                                                                   | Mondiali 2014 - Quarti di finale                                         | -                                                                        |                                                                          |
| 9-7-2014                                                                 | San Paolo                                                                | Paesi Bassi                                                              | 0 – 0 dts (2 – 4 dtr)                                                    | Argentina                                                                | Mondiali 2014 - Semifinale                                               | -                                                                        | 49’                                                                      |
| 13-7-2014                                                                | Rio de Janeiro                                                           | Germania                                                                 | 1 – 0 dts                                                                | Argentina                                                                | Mondiali 2014 - Finale                                                   | -                                                                        |                                                                          |
| 3-9-2014                                                                 | Düsseldorf                                                               | Germania                                                                 | 2 – 4                                                                    | Argentina                                                                | Amichevole                                                               | -                                                                        | 17’                                                                      |
| 11-10-2014                                                               | Pechino                                                                  | Brasile                                                                  | 2 – 0                                                                    | Argentina                                                                | Amichevole                                                               | -                                                                        |                                                                          |
| 18-11-2014                                                               | Manchester                                                               | Argentina                                                                | 0 – 1                                                                    | Portogallo                                                               | Amichevole                                                               | -                                                                        |                                                                          |
| 6-6-2015                                                                 | San Juan                                                                 | Argentina                                                                | 5 – 0                                                                    | Bolivia                                                                  | Amichevole                                                               | -                                                                        | 61’                                                                      |
| 20-6-2015                                                                | Viña del Mar                                                             | Argentina                                                                | 1 – 0                                                                    | Giamaica                                                                 | Coppa America 2015 - 1º turno                                            | -                                                                        |                                                                          |
| 30-6-2015                                                                | Concepción                                                               | Argentina                                                                | 6 – 1                                                                    | Paraguay                                                                 | Coppa America 2015 - Semifinale                                          | -                                                                        |                                                                          |
| 4-7-2015                                                                 | Santiago del Cile                                                        | Cile                                                                     | 0 – 0 dts (4 – 1 dtr)                                                    | Argentina                                                                | Coppa America 2015 - Finale                                              | -                                                                        |                                                                          |
| 8-9-2015                                                                 | Arlington                                                                | Argentina                                                                | 2 – 2                                                                    | Messico                                                                  | Amichevole                                                               | -                                                                        |                                                                          |
| 29-3-2016                                                                | Córdoba                                                                  | Argentina                                                                | 2 – 0                                                                    | Bolivia                                                                  | Qual. Mondiali 2018                                                      | -                                                                        |                                                                          |
| 11-10-2016                                                               | Córdoba                                                                  | Argentina                                                                | 0 – 1                                                                    | Paraguay                                                                 | Qual. Mondiali 2018                                                      | -                                                                        |                                                                          |
| Totale                                                                   |                                                                          | Presenze                                                                 | 51                                                                       |                                                                          | Reti                                                                     | 2                                                                        |                                                                          |

### Statistiche da allenatore
| Stagione                | Squadra                 | Campionato              | Campionato | Campionato | Campionato | Campionato | Coppe nazionali | Coppe nazionali | Coppe nazionali | Coppe nazionali | Coppe nazionali | Coppe continentali | Coppe continentali | Coppe continentali | Coppe continentali | Coppe continentali | Altre coppe | Altre coppe | Altre coppe | Altre coppe | Altre coppe | Totale | Totale | Totale | Totale | % Vittorie | Piazzamento |
| Stagione                | Squadra                 | Comp                    | G          | V          | N          | P          | Comp            | G               | V               | N               | P               | Comp               | G                  | V                  | N                  | P                  | Comp        | G           | V           | N           | P           | G      | V      | N      | P      | %          | Piazzamento |
| ----------------------- | ----------------------- | ----------------------- | ---------- | ---------- | ---------- | ---------- | --------------- | --------------- | --------------- | --------------- | --------------- | ------------------ | ------------------ | ------------------ | ------------------ | ------------------ | ----------- | ----------- | ----------- | ----------- | ----------- | ------ | ------ | ------ | ------ | ---------- | ----------- |
| 2021-2022               | Bayern Monaco II        | RL                      | 38         | 26         | 8          | 4          | -               | -               | -               | -               | -               | -                  | -                  | -                  | -                  | -                  | -           | -           | -           | -           | -           | 38     | 26     | 8      | 4      | 68,42      | 2°          |
| 2022-gen. 2023          | Bayern Monaco II        | RL                      | 20         | 9          | 5          | 6          | -               | -               | -               | -               | -               | -                  | -                  | -                  | -                  | -                  | -           | -           | -           | -           | -           | 20     | 9      | 5      | 6      | 45,00      | Dimis.      |
| Totale Bayern Monaco II | Totale Bayern Monaco II | Totale Bayern Monaco II | 58         | 35         | 13         | 10         |                 | -               | -               | -               | -               |                    | -                  | -                  | -                  | -                  |             | -           | -           | -           | -           | 58     | 35     | 13     | 10     | 60,34      |             |
| 2023                    | River Plate             | PD                      | 27         | 19         | 4          | 4          | CA+CdL          | 2+16            | 1+8             | 0+3             | 1+5             | CL                 | 8                  | 4                  | 1                  | 3                  | TC          | 1           | 1           | 0           | 0           | 54     | 33     | 8      | 13     | 61,11      | 1°          |
| gen.-lug. 2024          | River Plate             | PD                      | 7          | 3          | 1          | 3          | CA+CdL          | 2+15            | 1+7             | 0+6             | 1+2             | CL                 | 6                  | 5                  | 1                  | 0                  | SA+TC       | 1+1         | 1+1         | 0+0         | 0+0         | 32     | 18     | 8      | 6      | 56,25      | Dimis.      |
| Totale River Plate      | Totale River Plate      | Totale River Plate      | 34         | 22         | 5          | 7          |                 | 35              | 17              | 9               | 9               |                    | 14                 | 9                  | 2                  | 3                  |             | 3           | 3           | 0           | 0           | 86     | 51     | 16     | 19     | 59,30      |             |
| ago. 2024-mag. 2025     | Monterrey               | PD                      | 29+10      | 13+5       | 8+1        | 8+4        | -               | -               | -               | -               | -               | CCC                | 4                  | 2                  | 2                  | 0                  | LC+CmC      | -           | -           | -           | -           | 43     | 20     | 11     | 12     | 46,51      | Sub, Eson.  |
| Totale carriera         | Totale carriera         | Totale carriera         | 131        | 75         | 27         | 29         |                 | 35              | 17              | 9               | 9               |                    | 18                 | 11                 | 4                  | 3                  |             | 3           | 3           | 0           | 0           | 188    | 106    | 40     | 41     | 56,38      |             |

## Palmarès

### Calciatore
- Campionato argentino: 2

River Plate: 2001-2002, 2002-2003
- Campionato tedesco: 4

Bayern Monaco: 2004-2005, 2005-2006, 2007-2008, 2009-2010
- Coppa di Germania: 4

Bayern Monaco: 2004-2005, 2005-2006, 2007-2008, 2009-2010
- Coppa di lega tedesca: 2

Bayern Monaco: 2004-2005, 2007-2008
- Supercoppa tedesca: 1

Bayern Monaco: 2010
- Campionato inglese: 1

Manchester City: 2013-2014
- Coppa di lega inglese: 2

Manchester City: 2013-2014, 2015-2016

### Allenatore
- Campionato argentino: 1

River Plate: 2023
- Supercopa Argentina: 1

River Plate: 2023
- Trofeo de Campeones de la Liga Profesional: 1

River Plate: 2023